# Xã Dover, Quận Lafayette, Missouri
Xã Dover (tiếng Anh: Dover Township) là một xã thuộc quận Lafayette, tiểu bang Missouri, Hoa Kỳ. Năm 2010, dân số của xã này là 2.204 người.